# Бийский трамвай
Би́йский трамва́й — трамвайная система в городе Бийске, является второй по величине ( 33,5 км ) в городах Алтайского края, после города Барнаула. Один из видов общественного транспорта в городе, наряду с автобусом. По состоянию на середину 2019 года эксплуатируется муниципальным унитарным предприятием г. Бийска (МУП г. Бийска) «Бийскгортранс», созданного взамен обанкротившегося МУП г. Бийска «Трамвайное управление». Действует 11 маршрутов. Система имеет одно депо, с проектной вместимостью 100 вагонов, инвентарное количество 94 единицы.

## История
В 1956—1957 году в Бийске встал вопрос транспортного обслуживания новых предприятий оборонной промышленности, расположенных из за взрывоопасности на большом удалении (15-20 км) от «старой» городской застройки и примерно в 10 км от новых микрорайонов. В те годы трамвай уже считался устаревающим видом транспорта и в ряде городов, где его раньше не было, например, в Брянске на этапе проектирования был заменен троллейбусом. В Москве и Ленинграде уже начался демонтаж части путей. Однако, в случае Бийска, расчёты показывали, что провозной способности троллейбуса, даже в случае применения новейших сочлененных машин,  явно не хватит для перемещения в часы пик около 20 тысяч человек. Поэтому выбор был сделан в пользу трамвая. Бийск стал первым городом, где концепция построения трамвайной сети была радикально пересмотрена. Построенные в СССР до этого трамвайные системы были классическим городским транспортом с разветвленной по улицам сетью и необособленными от дорожного полотна путями. Остановки располагались часто. Пассажиропоток распределялся равномерно по остановкам, среднее проезжаемое пассажиром расстояние было небольшим - порядка нескольких остановок. В Бийске же трамвай должен работать в совершенно ином, непривычном для городов СССР режиме: большинство пассажиров едут практически от конечной до конечной, остановки довольно редкие, сеть практически неразветвленная. То есть Бийский трамвай по своей логистической роли должен был быть похож скорее на метрополитен или пригородную электричку, нежели на классический городской трамвай. Поэтому при проектировании трамвайной сети в Бийске она изначально закладывалась обособленной от дорожного полотна с возможностью впоследствии ее полного отгораживания забором. На первые 10,6 км сети было запроектировано целых шесть тяговых подстанций (из которых построено было только пять), хотя обычно в городах СССР на 10 км строилось всего две тяговых подстанции. Для трамвая планировались высокие остановочные платформы в расчёте на длину поезда из трех перспективных четырехосных вагонов с ровным полом (как в вагонах метро). Остановки располагались примерно через 700 м. Таким образом трамвайная сети была запроектирована с возможностью преобразования в скоростную по мере поступления соответствующих вагонов. Позже подобные решения внедрили в Ачинске и Усолье-Сибирском.

Первый маршрутный трамвай на улице Васильева — сцепка вагонов КТМ-1/КТП-1 под номером 1. 1960 год

Трамвай в городе строился с 1958 года и был запущен в эксплуатацию 13 июня 1960 года. Первый трамвайный путь «Западное кольцо — Маяковского» длиной был всего 10,6 км. По планам строительства городского трамвая до 1 ноября 1961 года трамвайная линия должна была дойти до завода «Продмаш». К началу 1964 года основные работы по строительству второй очереди трамвая длиной 5,6 км были закончены. В 1965 году были начаты работы по строительству трамвайного пути в городской район «Заречье». Не все заложенное в проект было построено. Пришлось отказаться от высоких пассажирских платформ, так как подвижной состав без подножек так и не был освоен в производстве. Ранее выделенные боковые зоны отчуждения пришлось сузить для возможности расширения проезжей части улицы Васильева. В результате возможность организации полноценного скоростного движения была утрачена.
Исторический подвижной состав:
- Трамвайные поезда КТМ-1/КТП-1 (с 1960-го по 1972 годы);
- Трамвайные поезда МС/ПС (1960-го по 1965 годы);
- Трамвайные поезда КТМ-2/КТП-2 (с 1963-го по 1974 годы).

Подвижной состав ранее был представлен исключительно вагонами производства Усть-Катавского вагоностроительного завода — КТМ-5М3 (71-605), более новой модификации КТМ-5А, а также приобретённые в 1990-х годах — 71-608К и 71-608КМ (до того эксплуатировавшиеся в Барнауле).
В 2004 году появляется трамвай-кафе, особенно популярный в вечернее и ночное время суток. В нём находились столики со стульями, шторки, бар, посетителей обслуживали официантки. Трамвай эксплуатировался независимой от трамвайного управления фирмой. Проработал трамвай-кафе до 2006 года.
Результаты обследования пассажиропотока в ноябре 2006 года показали, что трамвай — востребованный вид пассажирского транспорта: в будни объём перевозок составил 77 807 пассажира, в выходные — 52 000 человек.
Объём перевозок в 2006 году составил 21,2 миллиона пассажиров , то есть ежедневно трамваем пользуются около 30 тыс. жителей Бийска (всё население города составляет около 230 тыс.).
В начале 2008 года МУП «Трамвайное управление», используя свою производственную базу, выполнило комплексную модернизацию трамвайного вагона 71-605.
В ночь 17 февраля 2010 года по трассе М-52 из Барнаула в Бийск отправился новый трамвай с надписью «Бийчанам от губернатора Алтайского края».
В конце декабря 2010 года из Барнаула был привезены 2 вагона Tatra TB4D, которые модернизированы в КАУ «Алтайэлектротранс». По состоянию на 2011 год они работают на линии. В октябре 2011 года привезли ещё 2 таких вагона. Ожидается дальнейшее пополнение парка вагонами Tatra B3DM, модернизированными в ОАО «Алтайская электротранспортная компания».
В 2011 году парк пополнился 4 вагонами Tatra TB4D, до этого эксплуатировавшимися в Германии. В 2012 году в Бийск прибыл трамвай Tatra B3DM, модернизированный ОАО «Алтайская электротранспортная компания». По состоянию на 2016 год трамваи ТАТРА в Бийске не эксплуатировались из-за постоянных технических проблем с новым оборудованием, установленным при модернизации. Старые трамваи проходили КВР и СР по несколько вагонов в год. В 2017 году удалось преодолеть проблемы вагонов Татра и они вернулись на линии.
4 июня 2019 года решением Арбитражного суда Алтайского края МУП «Трамвайное Управление» признано банкротом. На следующий день на базе этого предприятия и «Городского диспетчерского центра» создано предприятие МУП «Бийский городской транспорт».

## Маршруты
В Бийске применена нетипичная для городов России и СНГ система обозначений маршрутов. Это связано с особенностями путевой сети и пассажиропотока. Маршрут обозначается цифрой и буквой-модификатором. Цифра обозначает конечную станцию и базовый коридор следования в северо-восточной части города, а буква — коридор следования в юго-западной части. Так маршруты 1,2,4 с буквой А идут по улицам Социалистической и Кутузова (спальные районы и садовые товарищества), а маршруты без буквы — через промзону заводов «Железобетон», «Алтайский бройлер», «Сибприбормаш». Маршрут 3  буквой А в юго-западной части города идëт по ходу часовой стрелки по кольцу линий вокруг завода «Сибприбормаш» и ориентирован на доставку в утренние часы рабочих на этот завод. Маршрут 3 идëт по этому кольцу против хода часовой стрелки и ориентирован на доставку рабочих в вечерние часы с завода в спальные районы. Маршрут 3С ходит в межпиковое время и оборачивается на кольце «Садовая» не заходя в промышленную зону.
| Действующие маршруты |                               |                               |                                                       |                                         |
| №                    | Конечные пункты               | Конечные пункты               | Маршрут                                               | Примечание                              |
| 1                    | Лесозавод — Западное кольцо   | Лесозавод — Западное кольцо   | Гилёва — Маяковского — Выставочный зал — Сибприбормаш |                                         |
| 1А                   | Лесозавод — Западное кольцо   | Лесозавод — Западное кольцо   | Гилёва — Маяковского — Выставочный зал— Кутузова      |                                         |
| 2                    | Маяковского — Западное кольцо | Маяковского — Западное кольцо | Выставочный зал — Сибприбормаш                        | 1 рейс с Маяковского на 15:31 по будням |
| 2А                   | Маяковского — Западное кольцо | Маяковского — Западное кольцо | Выставочный зал — Кутузова                            | 1 рейс с Маяковского на 7:09 по будням  |
| 2К                   | Маяковского — Садовое кольцо  | Маяковского — Садовое кольцо  | Выставочный зал — Кутузова                            | 1 рейс с Маяковского на 8:15 по будням  |
| 3                    | Гилёва — Южная                | Гилёва — Южная                | Маяковского — Выставочный зал — Лесная                |                                         |
| 3А                   | Гилёва — Южная                | Гилёва — Южная                | Маяковского — Выставочный зал — Кутузова              |                                         |
| 4                    | Гилёва — Западное кольцо      | Гилёва — Западное кольцо      | Маяковского — Выставочный зал — Лесная                | в часы пик                              |
| 4А                   | Гилёва — Западное кольцо      | Гилёва — Западное кольцо      | Гилёва — Маяковского — Выставочный зал— Кутузова      | в часы пик                              |
| 5                    | Льнокомбинат — Лесозавод      | Льнокомбинат — Лесозавод      | Гилёва                                                |                                         |
| 6                    | Маяковского — Западное кольцо | Маяковского — Западное кольцо | Стадион «Прогресс» — Кутузова                         | в часы пик                              |
| 6К                   | Маяковского — Садовое кольцо  | Маяковского — Садовое кольцо  | Стадион «Прогресс» — Кутузова                         | 1 рейс с Маяковского на 5:24 ежедневно  |

### Отменёные маршруты
- 1к. Лесозавод — Гилёва — Маяковского — Выставочный зал — Садовое кольцо* (Работал после ввода «Садового кольца», ныне не действует)
- 5к. Льнокомбинат — Гилёва — Маяковского — Выставочный зал — Кутузова — Садовое кольцо* (Работал после ввода «Садового кольца», ныне не действует)
- 8. (до 1999 года) — Лесозавод — Кутузова — Южная
- 7. Лесозавод-Западное кольцо (с января 2025 года была принято решение перенести вагоны с 7 на 6 маршрут

* — Маршруты с литерой «К» отображаются на электронных маршрутоуказателях с литерой «С»

## Путевая сеть
Бийский трамвай имеет протяжённую, но, практически, не разветвлённую путевую сеть. Нумерация участков путевой сети (перегонов) выполнена в соответствии с современным состоянием системы и не отражает хронологию их ввода в эксплуатацию.

### Перегон № 1
Перегон № 1 проходит от конечной остановки «Западное кольцо» до узла у остановки «Южная». От узла у остановки «Южная» идут два перегона. Участок построен в 1960 году. Перегон проходит по промышленной зоне в западной части города по улицам «Промзона БОЗ» и «Полиэкс». До распада бийской оборонной промышленности в начале 90-х годов основной пассажиропоток приходился именно на этот участок. В настоящее время пассажиропоток здесь существенно снизился. Все остановки на этом участке исключительно по требованию. В вечернее время (после 21 часа) движение здесь вообще прекращается.

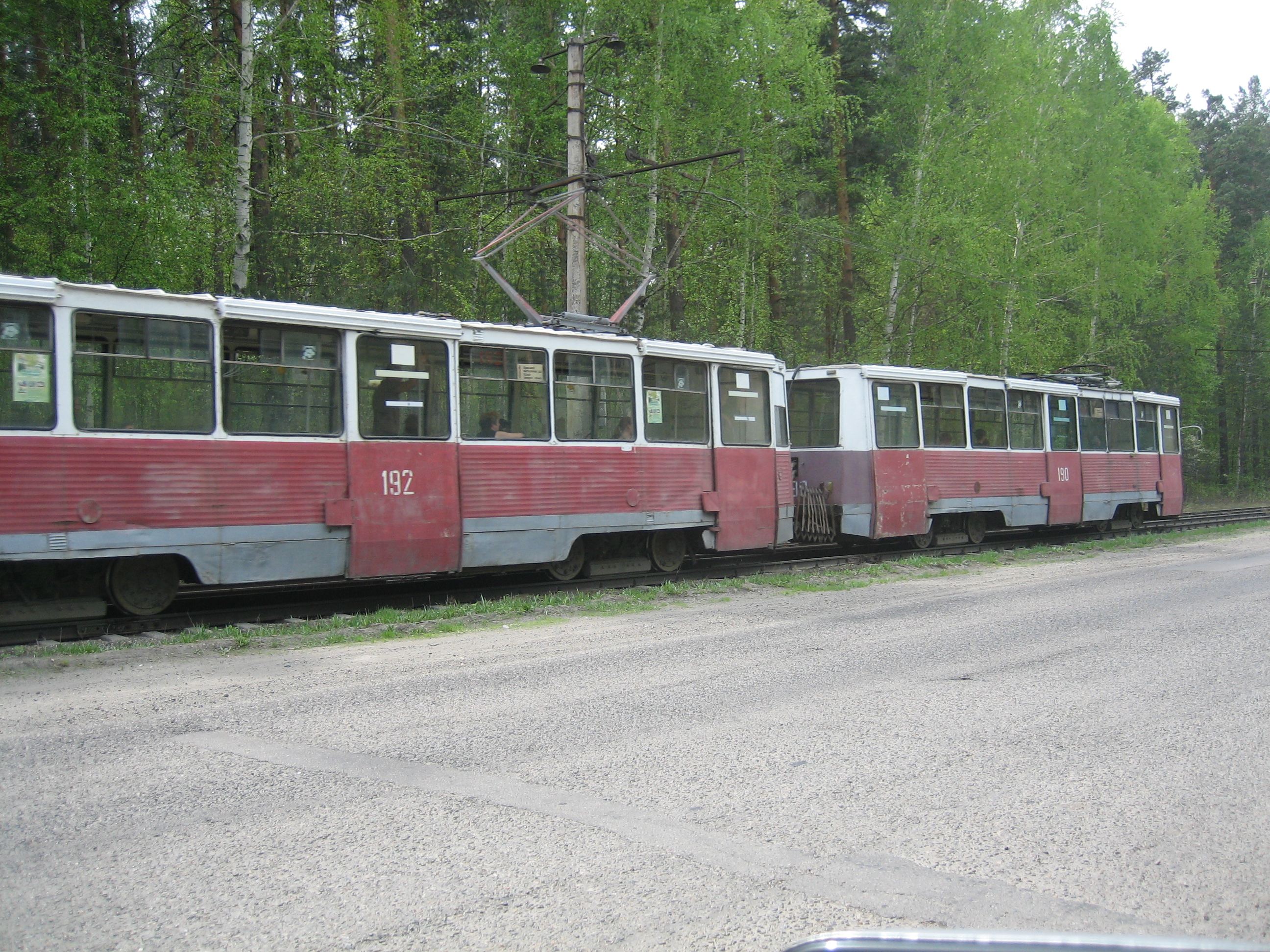
Трамвайный поезд № 190—192 следует от остановки Южная к остановке Горная

#### Особенности
- на перегоне находится глухое пересечение с ведомственными железнодорожными путями ФГУП ФНПЦ «Алтай» (в 2002 году здесь произошла авария — состав, следуя на малой скорости «протаранил» вагон № 204. Обошлось без жертв).
- перегон проложен по сильно пересечённой местности (в народе именуется «американские горки»);
- на этом перегоне трамваи развивают предельно допустимую по правилам технической эксплуатации скорость 65 км/ч.
- на перегоне имеется только одно пересечение с автомобильной дорогой и только два пересечения с подъездами к предприятиям.

#### Остановки перегона (от Западного кольца до Южной) (всё остановки по требованию)
- Западное Кольцо
- Лесоперевалка
- Бийский олеумный завод
- ТЭЦ
- Дачная
- Горная

### Перегон № 2

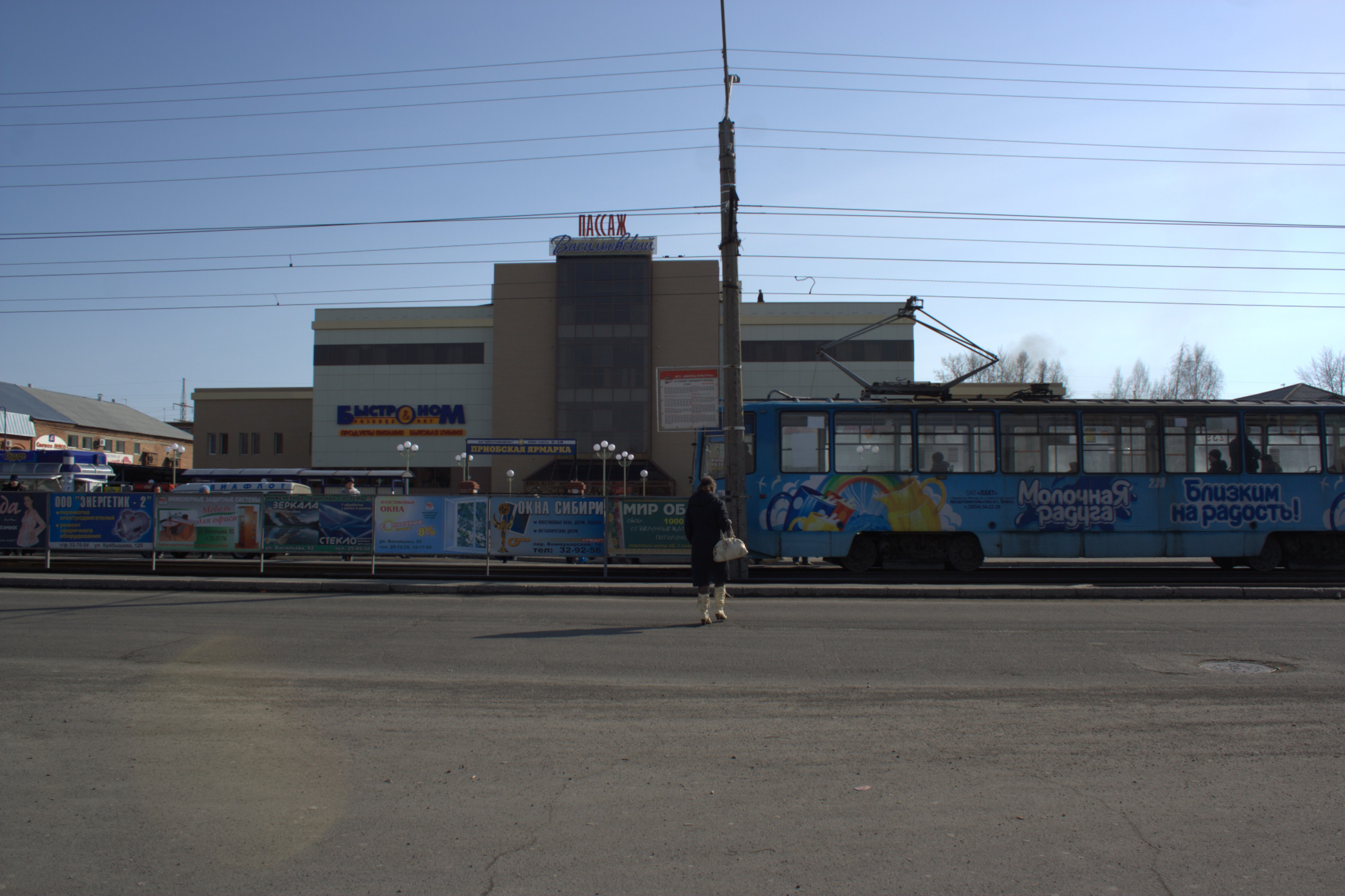
Трамвай на улице Васильева

Перегон № 2 от разъезда у остановки «Южная» до трамвайного управления, проходящий через остановку «Лесная». Перегон построен в 1960 году. Перегон проходит через промышленную зону между предприятиями «Полиэкс» и «Сибприбормаш» по улицам Гейдекштрассе, Лесной, Васильева.

#### Особенности
- В одном месте перегон проходит под железнодорожным путепроводом, построенным ещё до начала трамвайного движения. Одна из опор путепровода стоит точно посередине между трамвайными путями. Трамвайные пути обходят эту опору по кривым малого радиуса, что вызывает неприятные для пассажиров перегрузки.
- К этому перегону примыкает путевая система депо.

#### Остановки перегона (от Южной до Лесной)
- Южная (по требованию)
- Заводская (по требованию)
- Трудовая
- Покровский храм
- Лесная

### Перегон № 3
Перегон № 3 от разъезда у остановки «Южная» до трамвайного управления, проходящий через остановку «Кутузова». Перегон построен в 1980 году. Перегон проходит по ул. Кутузова и Социалистической ул.
В ноябре 2008 года на перегоне сооружено оборотное кольцо рядом с остановкой Садовая. Кольцо предназначено для оборота маршрутного подвижного состава в межпиковое время, исключая тем самым практически порожние рейсы до остановки Западное кольцо.

#### Особенности
- На этот перегон возможен выход трамваев из депо, но входа в депо с этого перегона нет.

Возле трамвайного депо перегоны № 2 и № 3 пересекаются, но съезд с одного перегона на другой невозможен.

#### Остановки перегона (от Южной до Социалистической)
- Садовая
- Кутузова
- Молодёжная
- ДК Строителей
- Социалистическая.

### Перегон № 4

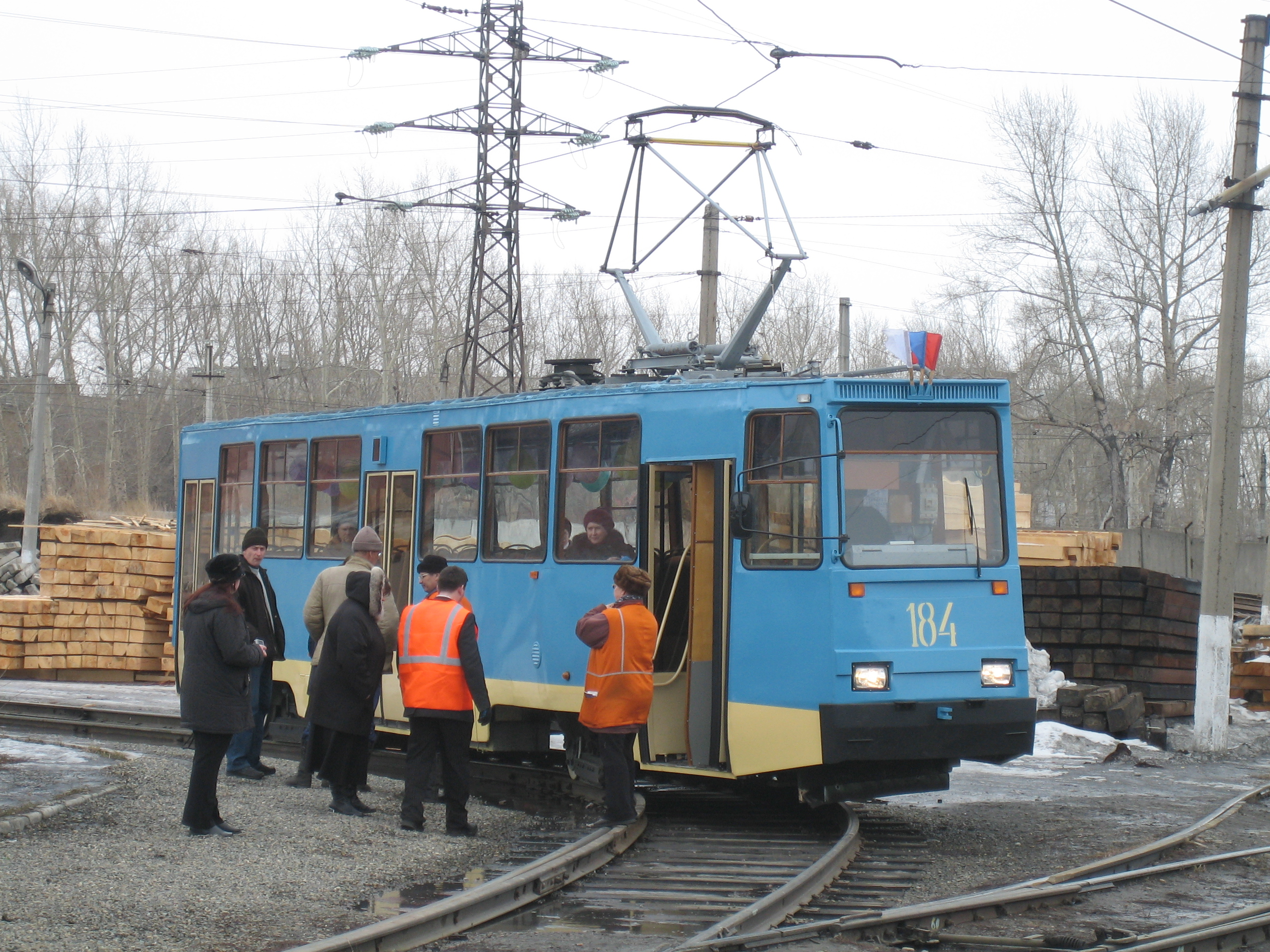
Вагон 71-605 после комплексной модернизации, выполненной в 2008 году

Перегон построен в 1960 году. Проходит от трамвайного управления до остановки Маяковского, проходящий по ул. Васильева и Мартьянова. Маршрут проложен по оживлённым улицам с большим количеством перекрёстков, что затрудняет движение трамваев и часто приводит к ДТП. Пути уложены на небольшой насыпи (10—20 см) и тем самым отделены от дороги. Перегон пролегает в основном через многоэтажную застройку (вся улица Васильева и Мартьянова (от Васильева до Ударной), но есть небольшой участок, пролегающий через частный сектор (от Ударной ул. до ул. Маяковского)

#### Остановки перегона (от Трамвайного управления до Маяковского)
- Трамвайное управления (1 участок)
- ДК Химик (Детский мир)
- Выставочный зал
- Мясокомбинат (ТЦ «Приобье»)
- Технологический институт
- Новосибирская
- Маяковского.

### Перегон № 5

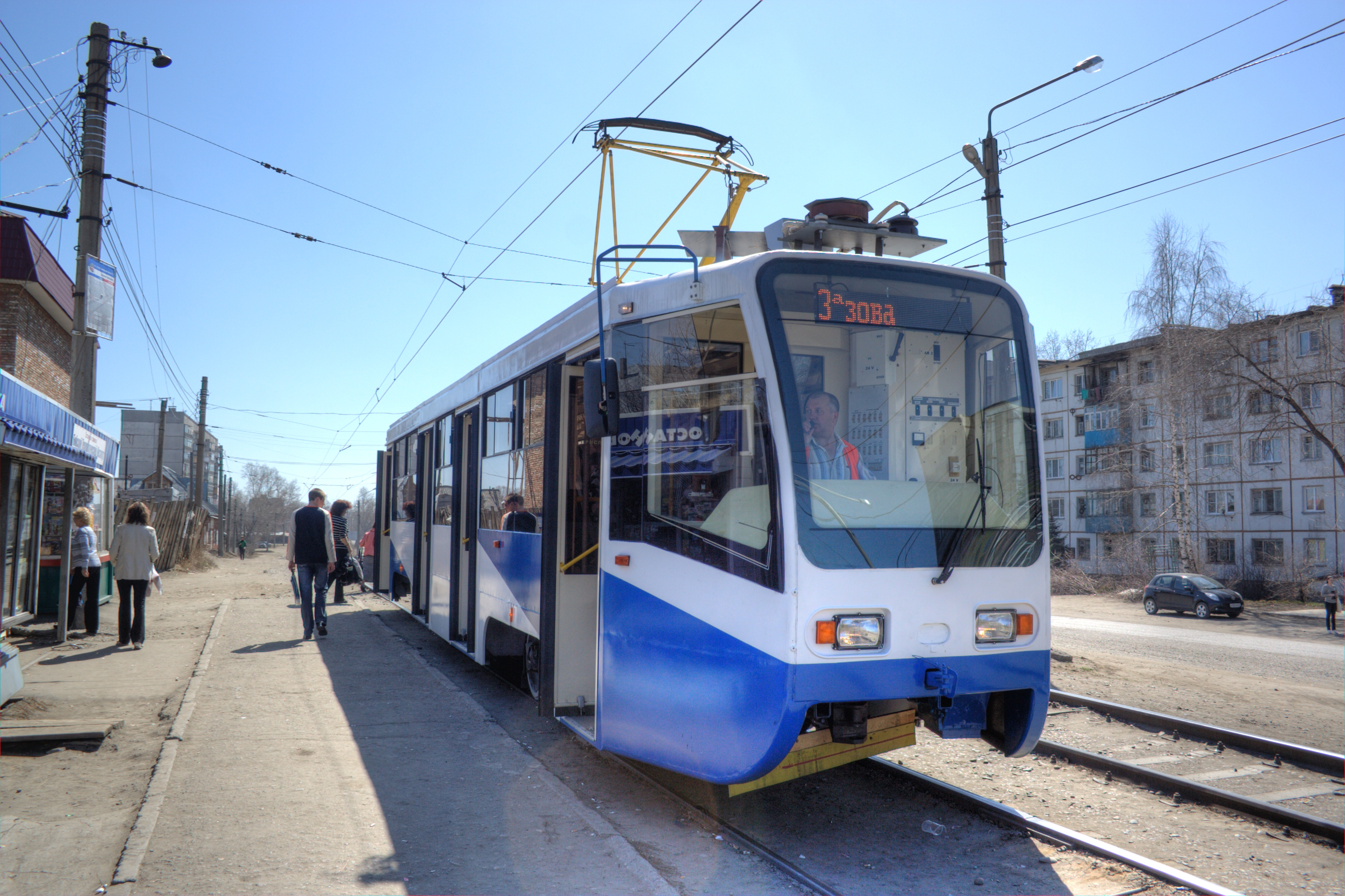
Первый вагон 71-619

Перегон № 5 от трамвайного управления до остановки Маяковского, проходящий по Социалистической ул., Ударной ул. и ул. Маяковского. Перегон построен в 1980 году.

#### Остановки перегона (от Васильева до Маяковского)
- Васильева (по требованию)
- ДОК
- Индустриальная
- Стадион «Прогресс»
- Северный переулок

### Перегон № 6
Перегон № 6 от остановки Маяковского до остановки Гилёва. Самый длинный перегон в Бийске. Перегон построен в 1963 году. Проходит через два путепровода: один над улицей Трофимова, второй — над улицей Красноармейской. Перегон проходит по улицам Мартьянова, Мерлина, Красноармейской, Мухачёва. На конечной остановке Коммунарский имеется оборотное кольцо. К остановке Лесозавод трамваи следуют не заходя на это кольцо.

#### Остановки перегона (от Гилёва до Маяковского)
- Гилёва
- Дом Советов
- Центральная гостиница
- Табачная фабрика
- Университетская
- Вокзал
- ТК «Модный»
- Объединение «Восток»
- Котельный завод
- Маяковского.

### Перегон № 7
Перегон № 7 от остановки Коммунарский до Лесозавода. Перегон построен в 1970 году. Проходит по улицам Мухачёва, Ленина, Льва Толстого; переулкам Фомченко, Ручейному и Табунному.

#### Остановки перегона (от Гилёва до Лесозавода)
- Гилева
- Мопровский
- Кирова (Алтайвитамины)
- Фомченко
- Тракторный (по требованию)
- Кузнечный
- Трикотажная фабрика
- Лесозавод

### Перегон № 8

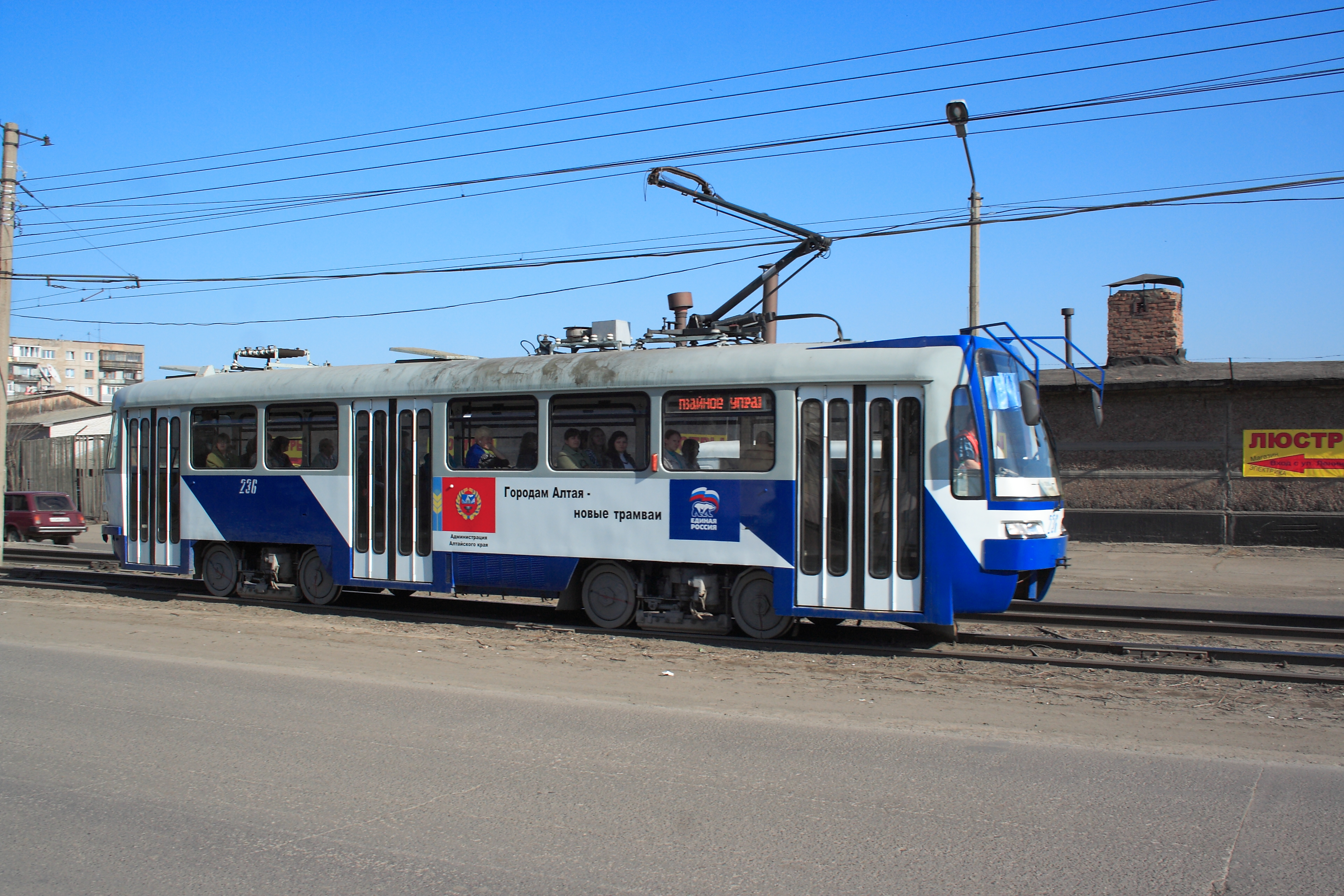
Вагон Татра Т4D, после капитально-восстановительного ремонта

Перегон № 8 от остановки Коммунарский до Льнокомбината. Этот перегон является единственным в левобережной части города. Полностью построен в 1970 году. Проходит по улицам Мухачёва, Шишкова, Красильникова, Лермонтова, Льнокомбинат; переулкам Коммунарский, Свердловский, Прядильный. Перегон заканчивается оборотным однопутным кольцом на остановке «Льнокомбинат», также там находится тупик. Имеется вспомогательное оборотное кольцо на остановке «Свердловский», которое для маршрутного движения не используется (кольцо используют для оборота спецвагонов).
К особенностям перегона следует отнести однопутное движение через Коммунальный мост, которое было сделано в 1992 году в ходе реконструкции проезжей части моста с целью её расширения. В 1995—2002 годах из-за аварийного состояния моста движение трамваев по нему было ограничено. В связи с этим в левобережье ходили спаренные вагоны 71-605, сцепленные «хвостами». Это позволяло осуществлять оборот поездов на съезде у моста. В 2002 году после капитального ремонта моста трамвайное движение по нему возобновилось. В настоящее время в правобережной части перегона выполнен капитальный ремонт пути. В левобережной части путь пока пребывает в очень плохом состоянии.

#### Остановки перегона (от Гилёва к Льнокомбинату)
- Гилёва
- Музей
- Мост
- Комсомольская площадь (6 школа)
- Кинотеатр Октябрь (Октябрь)
- Московский
- Свердловский
- Гоголевская
- Байкальский
- Улалинский
- Весёлый
- 15-й Гвардейской Кавалерийской Дивизии (Степной)
- Челночный
- Льнокомбинат

## Энергохозяйство
Трамвайная сеть питается от 7-ми тяговых подстанций, расположенных на остановках: «Лесоперевалка», «Трудовая», «Маяковского», «Табачная фабрика», «Алтайвитамины», «Свердловский» и на территории депо. 8-я тяговая подстанция на остановке «Котельный завод» — законсервирована.
Подстанция № 2 на ост. «Трудовая» на начало 2012 г. не работает, так как к ней неоткуда подвести электропитание.

## Депо

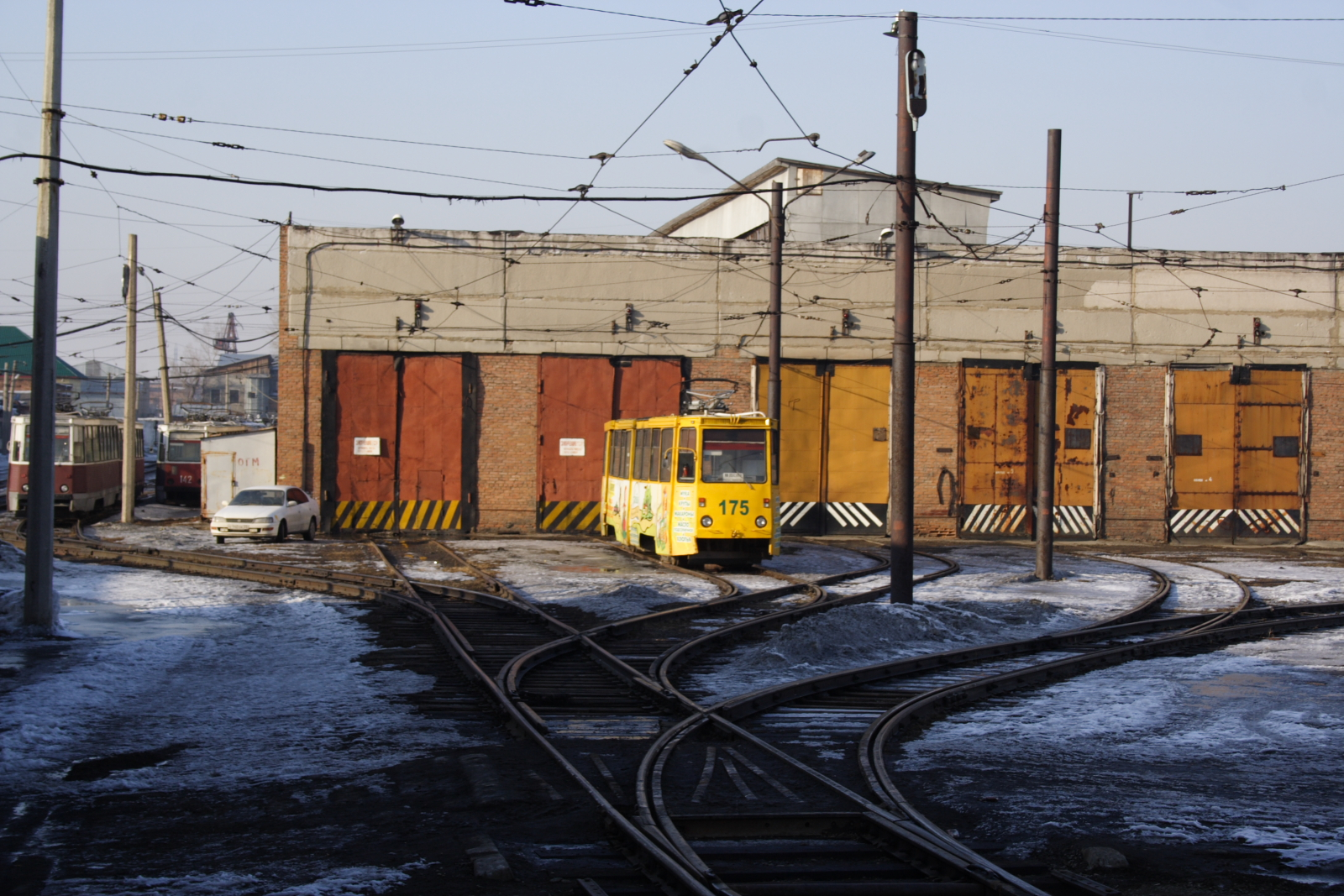
Здание депо

Трамвайное хозяйство имеет одно депо. В депо имеются здание ежедневного осмотра вагонов (2 канавы длиной 120 метров), здание технического обслуживания и ремонта вагонов (6 канав, вместимостью по 4 вагона каждая), ремонтные цеха, малярный цех.
В депо осуществляется как плановый, так и капитальный ремонт вагонов.
Стоянка для вагонов имеет 15 путей («вееров»), один из которых тупиковый. Два пути используются для размещения законсервированных и списанных вагонов. Спецвагоны обычно стоят в конце тупикового пути, но в период их интенсивного использования размещаются на основных путях.
На территории депо имеется кольцо для разворота вагонов.
Для аварийного ремонта вагонов на линии в депо имеются четыре бригады, оснащённые специальным автомобилем.

## Подвижной состав
Маршрутный подвижной состав

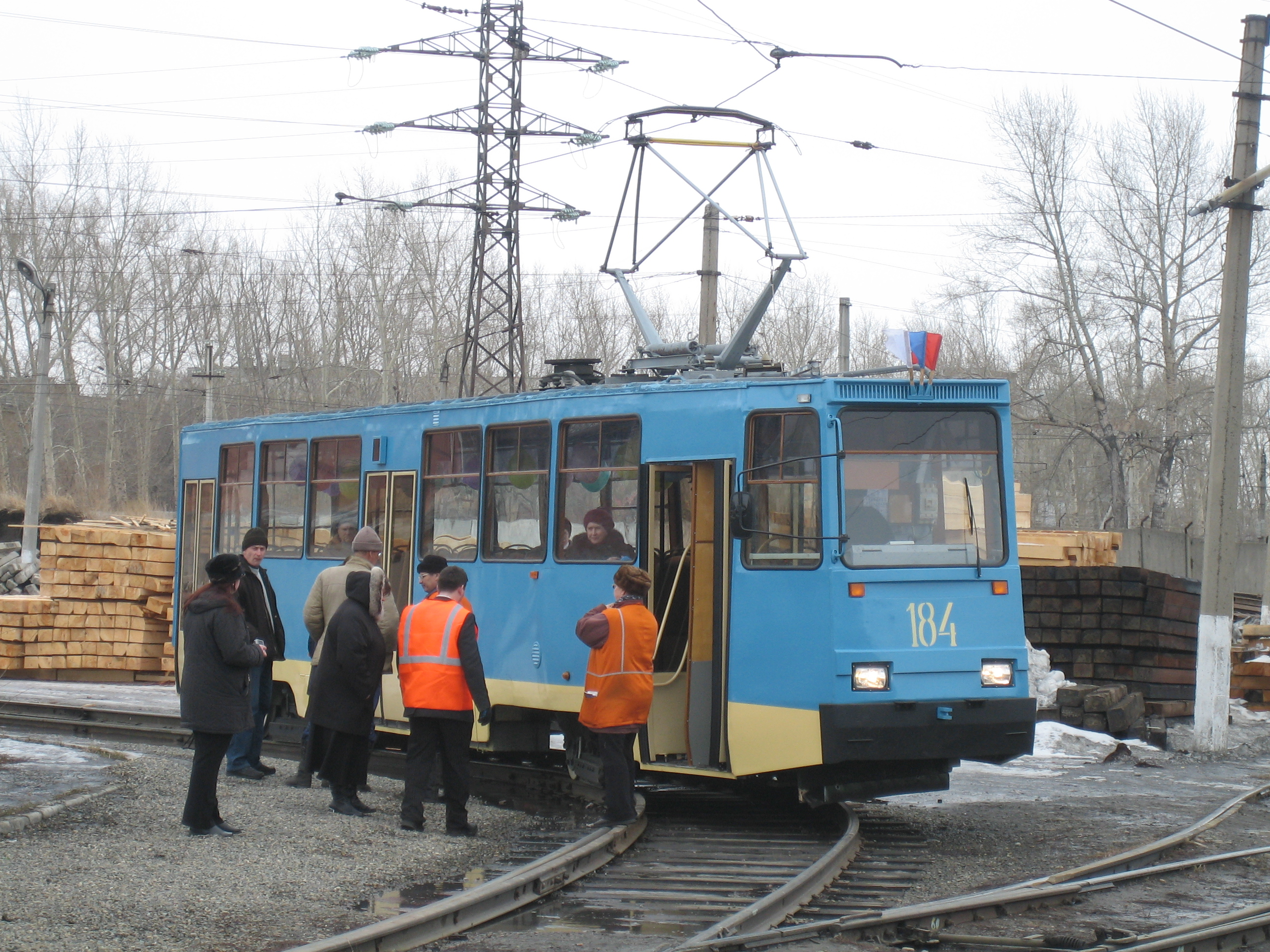
Трамвайный вагон 71-605 на линии

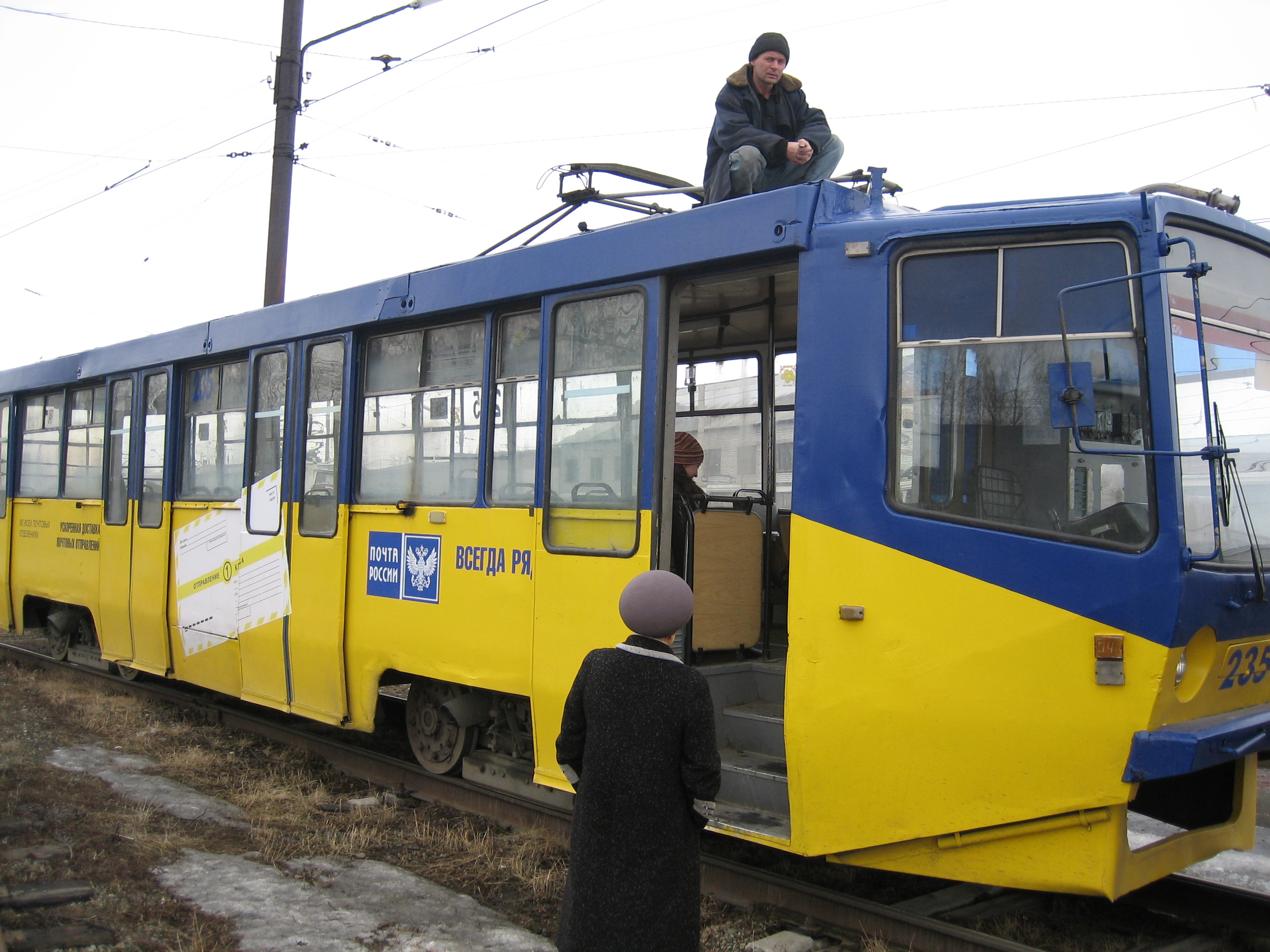
Аварийный ремонт пантографа трамвайного вагона 71-608КМ на линии

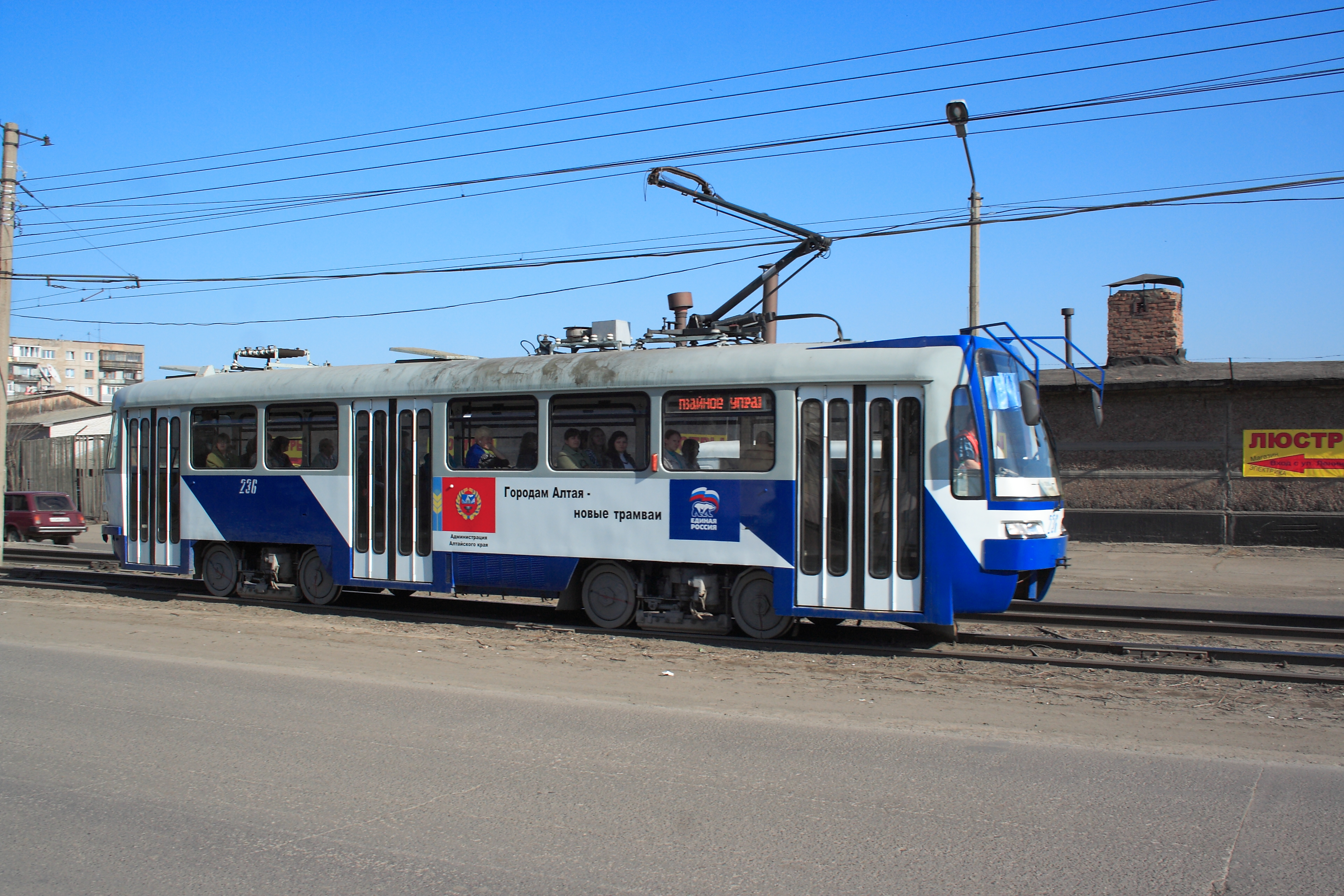
Трамвайный вагон Tatra TB4D КВР Барнаул на линии

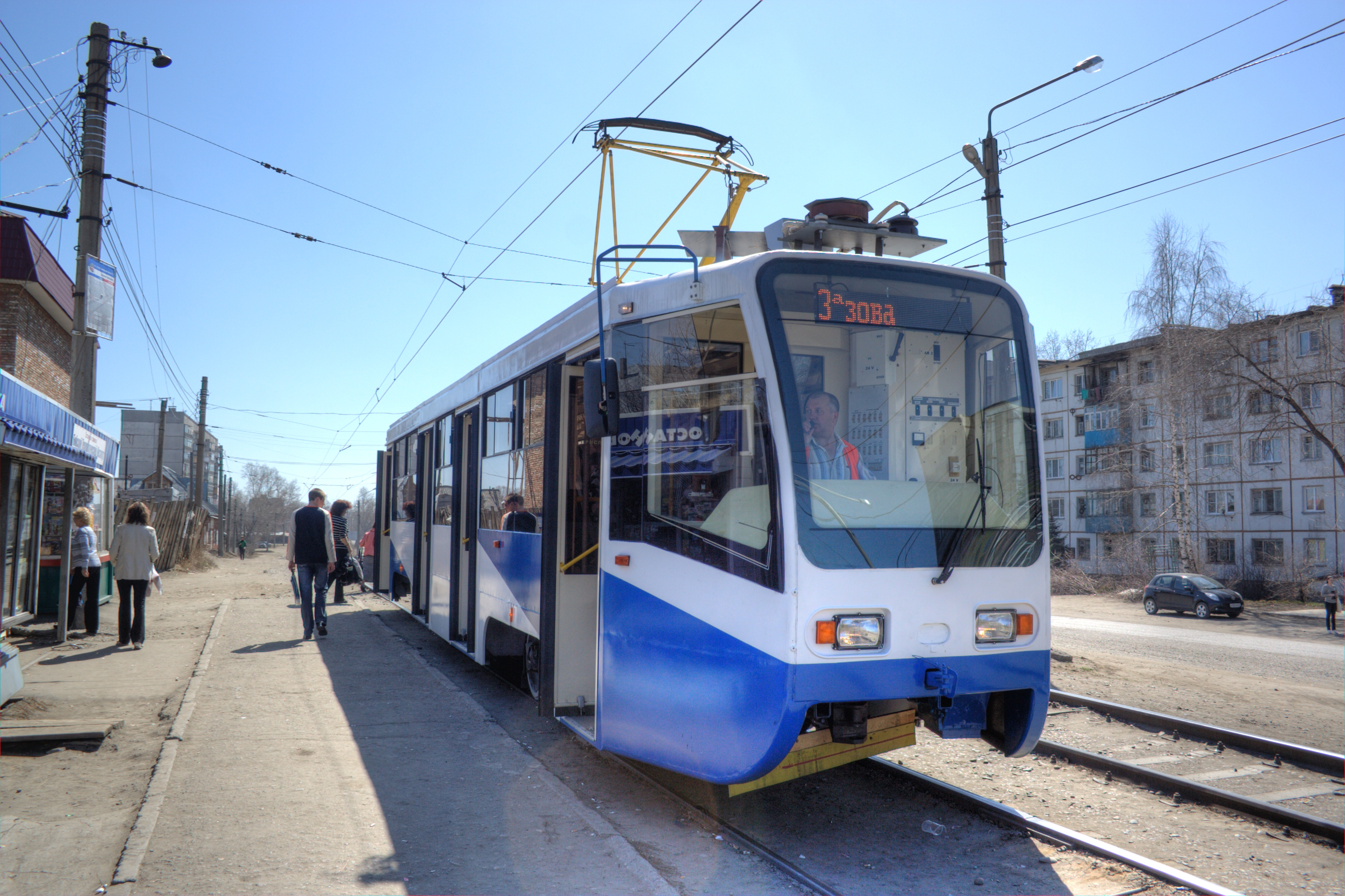
Трамвайный вагон 71-619КТ на линии

По состоянию на январь 2019 года маршрутный подвижной состав включал в себя следующие вагоны:
| Модель                        | Количество | Годы выпуска |
| ----------------------------- | ---------- | ------------ |
| 71-605                        | 69         | 1980-1989    |
| 71-605А                       | 7          | 1990         |
| 71-608К                       | 4          | 1993-1994    |
| 71-608КМ                      | 6          | 1994-1996    |
| 71-619КТ                      | 1          | 2009         |
| Tatra B3DM КВР Барнаул (чеш.) | 2          | 1988         |
| Tatra TB4D КВР Барнаул        | 4          | 1977-1979    |

Имеется 8 двухвагонных поездов из вагонов 71-605.
Специальный подвижной состав
- 2 снегоочистителя воронежского производства,
- 2 снегоочистителя «Вихрь», изготовленных на базе отслуживших вагонов 71-605 (№ 15 и № 20),
- 1 вагон контроля контактной сети, изготовленный на базе 71-605 (№ 34),
- 1 вагон с вышкой для обслуживания контактной сети (на базе 71-605, № 35),
- 1 рельсотранспортёр (на базе 71-605, № 143),
- 1 транспортёр щебня (на базе 71-605, № 107),
- 1 бункер-дозатор для щебня (на базе 71-605, № 214).

## Расписание
В Бийске вагоны не закреплены на маршрутах. Расписание таково, что вагон может в течение дня переходить с одного маршрута на другой. Расписание движения выдерживается с достаточно высокой точностью (погрешность составляет менее 1 минуты). На остановочных пунктах для информирования пассажиров установлены щиты, на которых указано время прибытия трамвая с точностью до минуты.